# 億鑽珠寶
億鑽珠寶控股有限公司，簡稱億鑽珠寶控股，以及億鑽珠寶（英語：Noble Jewelry Holdings Limited，港交所除牌時0475.HK），在1983年由陳元興創立一家中國從事設計、製造及批發真品珠寶產品業務公司。
該股份自2007年4月17日在香港交易所主板上市，主要產品包括由其產品開發及設計團隊在原設計製造模式下所設計之一系列不同風格之真品珠寶產品，包括鑽石、寶石及半寶石等產品，該總部位於香港九龍紅磡民樂街21號富高工業中心一樓16-A3室。現時由胡錦濤侄兒胡翼時主理。而廠房則位於番禺。
而在2011年9月至12月間，豐源資本有限公司計劃收購股份，總代價為242,484,660港元，經過在2次在股東特別通過後，在2012年3月12日起，更名為中發展控股有限公司。

## 連結
- Noble.com.hk （页面存档备份，存于）